# Myrtle Augee
Myrtle Augee (Myrtle Sharon Mary Augee) (* 4. Februar 1965 in Greenwich, London) ist eine ehemalige britische Kugelstoßerin.
1986 gewann sie für England startend bei den Commonwealth Games in Edinburgh Bronze und kam bei den Europameisterschaften in Stuttgart auf den 17. Platz. Im Jahr darauf wurde sie bei den Halleneuropameisterschaften in Liévin Siebte. Bei den Olympischen Spielen 1988 in Seoul schied sie in der Qualifikation aus.
Einem siebten Platz bei den Halleneuropameisterschaften 1989 in Den Haag folgten 1990 ein Sieg bei den Commonwealth Games in Auckland und ein neunter Platz bei den Europameisterschaften in Split.
Bei den Weltmeisterschaften 1991 in Tokio und 1993 in Stuttgart, bei den Olympischen Spielen 1992 in Barcelona und bei den Europameisterschaften 1994 in Helsinki kam sie nicht über die Vorrunde hinaus. Bei den Commonwealth Games holte sie 1994 in Victoria und 1998 in Kuala Lumpur Silber und wurde 2002 in Manchester Fünfte.
Fünfmal wurde sie Englische Meisterin (1989, 1992, 1993, 1999, 2002) und dreimal Britische Meisterin (1990, 1992, 1993). In der Halle holte sie 1989 den Englischen Titel.

## Bestleistungen
- Kugelstoßen: 19,03 m, 2. Juni 1990, Cardiff
  - Halle: 17,94 m, 8. Februar 1987, Budapest
- Diskuswurf: 49,44 m, 14. Mai 1995, London
- Hammerwurf: 46,64 m, 5. Juli 1995, London